# Waleed Abdullah
Waleed Abdullah Ali, né le 19 avril 1986, est un footballeur saoudien évoluant au poste de gardien de but à Al-Nassr FC. En 2012, il s'était fait couper les cheveux par l'arbitre sur le terrain lors du match opposant le Al-Shabab FC et le Najran SC, la SAFF voulant renforcer une politique d'uniformité sur les coupes de cheveux des joueurs,.